# Dragon Ball : Le Secret du dragon
Dragon Ball : Le Secret du dragon (ドラゴンボール 神龍の謎, Doragon bōru: Shenron no nazo, littéralement « Dragon Ball : Le secret du dragon »), connu sous le nom de Dragon Power aux États-Unis, est un jeu vidéo d'action de Bandai, adapté du manga Dragon Ball d'Akira Toriyama, sorti sur NES le 27 novembre 1986 au Japon, en mars 1988 aux États-Unis et en 1990 en France. Le jeu est resorti sur Nintendo DS.

## Trame

### Univers
L'univers de Dragon Ball : Le Secret du dragon est presque fidèle à l'univers Dragon Ball. Malgré tout, il y a des différences.

### Personnages
Le jeu met en scène Son Goku.

### Histoire
Le synopsis suit de près l'histoire originale du manga Dragon Ball. Cependant, il est à noter qu'il reste des incohérences avec la série originale.

## Système de jeu
Le jeu est composé de 14 niveaux. La vue aérienne en 2D change en une vue latérale pour les combats contre les boss de chaque niveau.

## Développement
La version française a pris des libertés sur la traduction du contenu, notamment pour les Dragon Balls traduites en Balles du dragon. Il s'agit de la première traduction en français d'un jeu vidéo.
La version américaine du jeu intitulé Dragon Power, a enlevé plusieurs références de la série Dragon Ball pour le marché américain, car le manga demeurait encore inconnu alors. Bandai America a procédé par un relooking du sprite du personnage principal, et un changement de musique notamment,.